# 小行星6951
小行星6951是一颗围绕太阳公转的小行星。1985年2月16日，亨利·德波鸿诺在拉西拉天文台发现了此天体。
这颗小行星的绝对星等为110.7647859555803等。